# 楠公八臣
楠公八臣（なんこうはちしん）は、鎌倉時代後期から南北朝時代にかけての武将・楠木正成の主な家臣8人を顕彰した呼称。実在を疑われる人物も多く、特に恩地左近と八尾顕幸の2名は同時代の資料上には全くみられず、江戸時代に成立した『太平記評判秘伝理尽鈔』から登場する架空の人物である。

## 該当者
- 和田和泉守正遠
- 安満了願
- 恩地左近満一
- 湯浅孫六入道定仏
- 八尾別当顕幸
- 宇佐見河内守正高
- 志貴右衛門朝氏
- 神宮寺太郎左衛門正師